# Royal Albert-Elizabeth Club de Mons 2012-2013

## Rosa
| N. |                     | Ruolo       | Calciatore          |
| -- | ------------------- | ----------- | ------------------- |
| 1  | Francia (bandiera)  | {{{ruolo}}} | Cédric Berthelin    |
| 4  | Francia (bandiera)  | {{{ruolo}}} | Peter Franquart     |
| 6  | Francia (bandiera)  | {{{ruolo}}} | Matthieu Debisschop |
| 7  | Belgio (bandiera)   | {{{ruolo}}} | Tim Matthys         |
| 8  | Belgio (bandiera)   | {{{ruolo}}} | Tom van Imschoot    |
| 9  | Camerun (bandiera)  | {{{ruolo}}} | Aloys Nong          |
| 10 | Israele (bandiera)  | {{{ruolo}}} | Shlomi Arbeitman    |
| 11 | Perù (bandiera)     | {{{ruolo}}} | Carlo Chueca        |
| 12 | Belgio (bandiera)   | {{{ruolo}}} | Thomas Chatelle     |
| 15 | Belgio (bandiera)   | {{{ruolo}}} | Daan Van Gijseghem  |
| 16 | Germania (bandiera) | {{{ruolo}}} | Bahattin Köse       |
| 17 | Belgio (bandiera)   | {{{ruolo}}} | Quentin Pottiez     |
| 18 | Belgio (bandiera)   | {{{ruolo}}} | Dylan De Belder     |
| 20 | Francia (bandiera)  | {{{ruolo}}} | Grégory Lorenzi     |

| N. |                     | Ruolo       | Calciatore           |
| -- | ------------------- | ----------- | -------------------- |
| 21 | Zimbabwe (bandiera) | {{{ruolo}}} | Vuza Nyoni           |
| 22 | Gambia (bandiera)   | {{{ruolo}}} | Mustapha Jarju       |
| 23 | Francia (bandiera)  | {{{ruolo}}} | Flavien Le Postollec |
| 25 | Belgio (bandiera)   | {{{ruolo}}} | Arnaud Biatour       |
| 26 | Belgio (bandiera)   | {{{ruolo}}} | Olivier Werner       |
| 27 | Belgio (bandiera)   | {{{ruolo}}} | Arnor Angeli         |
| 29 | Belgio (bandiera)   | {{{ruolo}}} | Nicolas Timmermans   |
| 30 | Francia (bandiera)  | {{{ruolo}}} | Jérémy Sapina        |
| 39 | Belgio (bandiera)   | {{{ruolo}}} | Brice Ntambwe        |
| 40 | Francia (bandiera)  | {{{ruolo}}} | Geordan Dupire       |
| 45 | Belgio (bandiera)   | {{{ruolo}}} | Pieterjan Monteyne   |
|    | Camerun (bandiera)  | {{{ruolo}}} | Steve Leo Beleck     |
|    | Francia (bandiera)  | {{{ruolo}}} | Harry Novillo        |
| 94 | Francia (bandiera)  | {{{ruolo}}} | Kieran Felix         |